# Jim Abrahams
Pour les articles homonymes, voir Abrahams.
James Steven Abrahams, dit Jim Abrahams, est un scénariste, réalisateur, producteur de cinéma et acteur américain né le 10 mai 1944 à Shorewood (Wisconsin) et mort le 26 novembre 2024 à Santa Monica (Californie),. Il est notamment connu pour quelques un des films « Y a-t-il … ? ». Il forme avec les frères Zucker (Jerry et David) le trio ZAZ.

## Filmographie

### Comme scénariste
- 1977 : Hamburger Film Sandwich (The Kentucky Fried Movie)
- 1980 : Y a-t-il un pilote dans l'avion ? (Airplane!)
- 1984 : Top secret !
- 1991 : Hot Shots!
- 1993 : Hot Shots! 2 (Hot Shots! Part Deux)
- 1998 : Le Prince de Sicile (Jane Austen's Mafia!)
- 2006 : Scary Movie 4

### Comme réalisateur
- 1980 : Y a-t-il un pilote dans l'avion ? (Airplane!) coréalisé avec David Zucker & Jerry Zucker
- 1984 : Top secret ! coréalisé avec David Zucker et Jerry Zucker
- 1986 : Y a-t-il quelqu'un pour tuer ma femme ? (Ruthless People) coréalisé avec David Zucker et Jerry Zucker
- 1988 : Quand les jumelles s'emmêlent (Big Business)
- 1990 : Welcome Home, Roxy Carmichael
- 1991 : Hot Shots! (Hot Shots!)
- 1993 : Hot Shots! 2 (Hot Shots! Part Deux)
- 1997 : Au risque de te perdre (...First Do No Harm) (téléfilm)
- 1998 : Le Prince de Sicile (Jane Austen's Mafia!)

### Comme producteur
- 1980 : Y a-t-il un pilote dans l'avion ? (Airplane!)
- 1982 : Police Squad (Police Squad!) (série télévisée)
- 1984 : Top secret !
- 1988 : Y a-t-il un flic pour sauver la reine ? (The Naked Gun: From the Files of Police Squad!)
- 1990 : Cry-Baby
- 1991 : Y a-t-il un flic pour sauver le président ? (The Naked Gun 2½: The Smell of Fear)
- 1994 : Y a-t-il un flic pour sauver Hollywood ? (Naked Gun 33 1/3: The Final Insult)
- 1997 : Au risque de te perdre (...First Do No Harm) (téléfilm)

### Comme acteur
- 1977 : Hamburger Film Sandwich (The Kentucky Fried Movie) de John Landis : Technician #1 (segment "Eyewitness News") / Announcer (segment "Courtroom") / Other Roles
- 1980 : Y a-t-il un pilote dans l'avion ? (Airplane!) : Religious zealot #6
- 1984 : Top secret ! : German Soldier in Prop Room
- 1988 : Un prince à New York (Coming to America) de John Landis : Face on Cutting Room Floor
- 1991 : L'embrouille est dans le sac (Oscar) de John Landis : Postman